# 亨利·蔡斯
亨利·蔡斯（Chase Anrie，2004年3月24日—），日本足球运动员，司职后卫，現效力於奥地利足球超级联赛球隊薩爾斯堡。曾入选日本U17以及日本U23日本男子足球国家队。他有亦代表美国出战的资格。

## 俱乐部生涯
亨利·蔡斯出生于神奈川县横须贺市，母亲是日本人，父亲是美国人。三岁时，蔡司移居德克萨斯州。在美国居住九年后，他返回日本。在美国期间，蔡斯也打篮球。他一开始踢的位置是前锋。
蔡斯曾跟从荷兰的阿尔克马尔以及德国的斯图加特训练过，并致力于留洋。据悉，阿贾克斯的球探曾相中相中蔡司，并计划邀请他在2022年2月的时候一起跟队训练。
2022年4月7日，蔡司与斯图加特二队签订了一份合同，该合同于 2022年7月1日生效。

## 国家队生涯
2022年，蔡斯受到征召，与日本国家队一起训练。他的天赋和潜力受到了国家队主教练森保一的称赞。
2022年6月，蔡斯随日本U23国家队出征在乌兹别克斯坦举行的U23男足亚洲杯。